# Arti Agrawal
Arti Agrawal es una científica e ingeniera india conocida por su trabajo en fotónica computacional, así como por sus esfuerzos en mejorar la inclusión y equidad de mujeres y minorías étnicas en las carreras de ciencias e ingenierías. Su investigación se centra en el modelado numérico y la simulación de dispositivos fotónicos y componentes ópticos.

## Biografía
Agrawal nació en Nueva Delhi, India. Obtuvo el título de Doctora en Físicas en el Instituto Indio de Tecnología, Delhi en 2005. Su trabajo de tesis consistió en el  desarrollo de técnicas matemáticas para estudiar la propagación del haz óptico en guías de ondas. Agrawal recibió una beca posdoctoral de la Royal Society para estudiar fibras de cristal fotónico en la Universidad de la City de Londres; posteriormente permaneció casi una década allí como investigadora, profesora y asesora de doctorado. En 2018 se trasladó a Australia para trabajar cono profesora en la Facultad de Ingeniería y Tecnología de la Información de la Universidad Técnica de Sídney.
Agrawal ha escrito  o editado libros sobre fotónica computacional y ha publicado unos cincuenta artículos. Imparte cursos de física, óptica e ingeniería. Sus áreas de especialización incluyen los métodos de elementos finitos, las células solares, las fibras de cristal fotónico, la nanofotónica, la óptica no paraxial, la generación de supercontinuo y la óptica biomédica.
En paralelo con su labor científica, Agrawal participa en numerosas organizaciones y proyectos para promover la diversidad, la equidad y la inclusión en los campos CTIM ( ciencia, tecnología, ingeniería y matemáticas) de las mujeres, las personas de color y LGBT. Sus actividades incluyen  la  divulgación para estudiantes jóvenes, creación de becas para mujeres, fundación de grupos de redes y organización de conferencias; dirige un programa en la Universidad de Tecnología de Sídney dedicado a las mujeres en ingenierías y ciencias de la información.  Ha recibido premios de la Sociedad Óptica Estadounidense y la Sociedad  de Fotónica IEEE por su labor en esta área.